# Galántai József
Gálantai József (Budapest, 1926. július 7. – 2004. január 30.) történész.

## Élete
Budapesten járt iskolába, 1947-ben érettségizett a Vörösmarty Mihály Gimnáziumban. 1947-1951 között az Eötvös Loránd Tudományegyetemen tanult tovább, majd 45 éven át tanított az Új- és Legújabbkori Magyar Történeti Tanszéken 1996-os nyugdíjazásáig. Előbb gyakornok, majd tanársegéd és adjunktus. 1959-től a történelemtudományok kandidátusa, 1961-ben lett docens, 1970-től a történelemtudományok doktora. 1972-ben kapott egyetemi tanári kinevezést. 1996 után emeritusz professzorként tudományos tanácsadó maradt a tanszéken.
Húszévesen csatlakozott a Kommunista Párthoz. 1956 után is aktív pártmunkát végzett. Tudományos tevékenysége során is érződött a munkásmozgalom iránti elkötelezettsége. Kutatói érdeklődése a 19. század második felétől az egész 20. századot érintették, rendkívül széles tematikai palettával (magyar munkásmozgalom, a dualizmus története, a nemzetiségi kérdés és az Osztrák-Magyar Monarchia összeomlása, a trianoni békerendszer, politikai egyháztörténet, Közép- és Közép-Kelet-Európa 19. és 20. századi történetének polgári historiográfiája). Munkássága ideológiailag azonban nyilvánvalóan meghatározott és korlátolt. Marxista történettudósként egy adott időszakban maga is a történettudomány átpolitizálását művelte, s csak később változtatott ezen.
Hosszú súlyos betegség után hunyt el. A budai zsidó temetőben helyezték örök nyugalomra.

## Elismerései
- 1973 Akadémiai Díj

## Művei
- 1954 Magyar újjászületés – A Magyar Nemzeti Függetlenségi Front és az Ideiglenes Nemzetgyűlés megalakulása (1944. október-1945. április)
- 1960 Egyház és politika 1890-1918 – Katolikus egyházi körök politikai szervezkedései Magyarországon
- 1964/2001 Magyarország az első világháborúban 1914-1918 (angolul 1989)
- 1967 Az 1867-es kiegyezés
- 1975 Szarajevótól a háborúig, 1914. július
- 1979 Die Österreichisch-Ungarische Monarchie und der Weltkrieg
- 1980 Az első világháború[7]
- 1985 A Habsburg-monarchia alkonya – Osztrák-magyar dualizmus 1867-1918 (németül 1990)
- 1989/1992 Trianon és a kisebbségvédelem – A kisebbségvédelem nemzetközi jogrendjének kialakulása 1918-1920 (angolul 1991)
- 1990 A trianoni békekötés, 1920 – A párizsi meghívástól a ratifikálásig
- 1991 Háború és békekötés 1914-1920
- 1992 Trianon and the protection of minorities
- 1995 Nemzet és kisebbség Eötvös József életművében
- Ragyogások és árnyak: Ferenc József kora – Ausztria és Magyarország 1848-1918.